# Bolderāja
Bolderāja är en stadsdel i Lettlands huvudstad Riga, 10 km norr om stadens centrum. Bolderaja ligger 9 meter över havet och antalet invånare är 14 771.